# Beautiful (rivière)
Pour les articles homonymes, voir Beautiful.
La rivière Beautiful  est un cours d’eau du district  de Buller dans la région de la West Coast dans l'Île du Sud de la Nouvelle-Zélande. C’est un affluent du fleuve Karamea.